# 哲瑞·雷恩
哲瑞·雷恩（英語：Drury Lane）是推理小說故事中的偵探，他由作家艾勒里·昆恩（一對堂兄弟共用的筆名）於1930年代以署名巴納比·羅斯（Barnaby Ross）刊出。雷恩是一個退休的莎劇演員，他住在哈德遜河旁的大城堡裡，與他演員時期的忠心化裝師同住。他之所以退休，乃是因為其雙耳失聰，但也因此將脣語學習得很好。關於他的作品也在作者身分真相大白後，更名成艾勒里·昆恩。哲瑞·雷恩一名源自於一條倫敦的街名，而這條街上有著著名的皇家戲院。

## 登場與退場
哲瑞·雷恩的出場並不特別，他對命案進行推理，不斷投書警局，使得警方得以破案。因此，警方在《X的悲劇》一書碰上難解懸案時，自然而然的低下頭去尋問這個老人的意見。
最後的作品《哲瑞·雷恩的最後探案》點出了主角的故事將要結束。哲瑞·雷恩也在故事的最後面，案件告一段落後老去、死去。

## 相關作品
他總共出場於四部艾勒里·昆恩的作品：
- 《X的悲劇》——Tragedy Of X（1932）
- 《Y的悲劇》——Tragedy Of Y（1932）
- 《Z的悲劇》——Tragedy Of Z（1933）
- 《哲瑞·雷恩的最後探案》——Drury Lane's Last Case（1933）